# STS–116
Az STS–116 jelű küldetés az amerikai űrrepülőgép-program 117., a Discovery űrrepülőgép 33. repülése. A 20. Space Shuttle repülés az ISS űrállomásra. A Discovery karbantartása előtti utolsó küldetés, következő küldetése az STS–120.

## Küldetés
Arne Christer Fuglesang Svédország elő űrhajósa lett. Az első alkalom, hogy az Európai Űrügynökség (ESA) két asztronautája egy időben volt a világűrben.

## Jellemzői
A beépített kanadai Canadarm (RMS) manipulátor kart 50 méter kinyúlást biztosított (műholdak indítás/elfogása, külső munkák [kutatás, szerelések], hővédőpajzs külső ellenőrzése) a műszaki szolgálat teljesítéséhez.

## Első nap
Eredetileg 2006. december 7-én indult volna küldetésére, de időjárási viszonyok miatt le kellett állítani a visszaszámlálást. December 10-én a szilárd hajtóanyagú gyorsítórakéták, Solid Rocket Booster(SRB) segítségével Floridából, a Cape Canaveral (KSC) Kennedy Űrközpontból, a LC39–B (LC–Launch Complex) jelű indítóállványról emelkedett a magasba. Az orbitális pályája 91,37 perces, 51,6 fokos hajlásszögű, elliptikus pálya perigeuma 326 kilométer, az apogeuma 358 kilométer volt. Felszálló tömeg indításkor 120 413 kilogramm, leszálló tömeg 102 217 kilogramm. Szállított hasznos teher 12 523 kilogramm.
Indítást követő vészleszállási (TAL) helyek: Spanyolországban Zaragoza vagy a Morón légitámaszpont, illetve Franciaországban Istres repülőtere.
Az STS–107 katasztrófáját követően bevezették a mentő űrrepülőgép STS–317 (Atlantis)/Szojuz űrhajó készenlétét. A mentő űrrepülőgép négy fővel indulva hozna vissza űrhajósokat, illetve a Szojuz űrhajó két fordulóval tudna az űrállomáson rekedt űrhajósokból állományt menteni.

## Hasznos teher
SpaceHab modulban 5399 kilogramm logisztikai árút (víz, élelmiszer, ruházat, személyes tárgyak, orvosi- eszközök, berendezések, kutatási- kísérleti anyagok és eszközök) szállítottak. A rakomány része volt négy technológiai műhold. A küldetés fő célja a P5 távtartó rácselem felvitele és beüzemelése, valamint az űrállomás elektromos rendszerének tartalék állapotból éles helyzetbe szerelése. Az 1860 kilogrammos P5 távtartó a P4 és a P6 rácselem napelemszárnyak megfelelő távolságát biztosította. Joan Higginbotham kezelte az űrállomás Canadarm2 manipulátor karját. Visszafelé bepakolták a csomagoló anyagokat, a szemetet.
Az STS–107 katasztrófáját követően bevezették a mentő űrrepülőgép STS–3xx – STS–317 (Atlantis)/Szojuz űrhajó készenlétét. A mentő űrrepülőgép az STS–117 állományából négy fővel indulva hozna vissza űrhajósokat, illetve a Szojuz űrhajó két fordulóval tudna az űrállomáson rekedt űrhajósokból állományt menteni.
A dokkolás megszűnésével az űrrepülőgép lassú sodródása következett, 450 méter távolságban indították a főmotorokat.

### Űrséták
Első űrséta (kutatás, szerelés) alatt az űrrepülőgép rakteréből kiemelték a P5 távtartó elemét, majd helyére illesztették. Második alatt aktivizálni (új huzalozással) tudták az STS–115 küldetésén felszerelt napelemek energia ellátását. A harmadikon megjavították a napelemtömb összehúzó szerkezetét. A svéd űrhajósok közül Christer Fuglesang töltötte a legtöbb időt űrsétával. A nem tervezett a negyedik űrsétán folytatták a napelemtömb összehúzó szerkezetének javítását.
Bob Curbeam az elvégzett űrséták időtartamával az amerikai űrhajósok közül az 5. helyre lépett.
(zárójelben a dátum és az időtartam)
- EVA 1: Robert Curbeam és Christer Fuglesang (2006. december 12., 6 óra 36 perc)
- EVA 2: Bob Curbeam és Christer Fuglesang (2006. december 14., 5 óra 00 perc)
- EVA 3: Robert Curbeam és Sunita Williams (2006. december 16., 7 óra 31 perc)
- EVA 4: Bob Curbeam és Christer Fuglesang (2006. december 18., 6 óra 38 perc)

### Műhold
A tehertérben rögzített technikai műholdakat egy rúgós szerkezet segítségével segítségével pályairányba állították. A műholdak pályairányba állítását követően az űrrepülőgép 13-16 kilométerre eltávolodott.

#### MEPSI–2A/2B
Gyártotta az Union Aerospace Corporation és a NASA Jet Propulsion Laboratory (JPL). Üzemeltette a Defense Advanced Research Project Agency (DARPA), az Air Force Research Laboratory (AFRL) és az Amerikai Védelmi Minisztérium (DoD).
Megnevezései: MEPSI–2A/2B; MEPSI (2006-055B); Microelectromechanical Systems Picosat Inspector (MEPSI). Kódszáma: 29660.
A technológiai műholdat 2006. december 21-én állították pályairányba. Miniatűr teljesítménnyel gravitációsan stabilizált műhold. Felületét napelemek borították (1 W elektromos teljesítmény). A műhold kábelkapcsolaton keresztül biztosította az üzemeltetés feltételeit. A műholdhoz, 15 méteres vezetőpórázon kettő miniatűr műhold kapcsolódott. Formájuk téglatest, méretük 102 × 102 × 127 milliméter volt. Az orbitális egység pályája 90,64 perces, 51,64 fokos hajlásszögű, elliptikus pálya perigeuma 312 kilométer, az apogeuma 332 kilométer volt. Hasznos tömege 3,5 kilogramm.
Feladatát befejezve 2007. március 8-án 88 nap (0,24 év) után belépett a légkörbe és megsemmisült.
Előző műholdat az STS–113 küldetésén állították pályára.

#### RAFT–1
Építette és működtette az Amerikai Egyesült Államok Haditengerészeti Akadémiája (United States Naval Academy), Annapolis.
Megnevezései:RAFT–1, RAFT–1 (2006-055C), Radar Fence Tramsponder (RAFT–1). Kódszáma: 29661.
A technológiai műholdat 2006. december 21-én állították pályairányba. Formája kocka, mérete 12,7x12,7x12,7 centiméter. Felületére épített napelemek 1 W elektromos teljesítmény biztosítottak. Az orbitális egység pályája 90,98 perces, 51,65 fokos hajlásszögű, elliptikus pálya perigeuma 313 kilométer, az apogeuma 332 kilométer volt. Hasznos tömege 4 kilogramm.
Fedélzeti egységei:
1. hangátalakító,
2. átalakított hangtovábbító (beszédszintetizátor)
3. prototípus radar
4. a kommunikációt biztosító rúdantenna (hossza 0,267 méter) és egy huzal antenna (hossza 1,168 méter).

Feladatát befejezve 2007. május 30-án 171 nap (0,47 év) után belépett a légkörbe és megsemmisült.

#### NMARS
Építette és működtette a Haditengerészeti Akadémia (USNA), Annapolis.
Megnevezései: NMARS, NMARS (2006-055D), Navy Military Affiliate Radio System (NMARS),
Military Affiliate Radio System Communications (MARScom). Kódszáma: 29662.
A technológiai műholdat 2006. december 21-én állították pályairányba. Formája kocka, mérete 12,7x12,7x12,7 centiméter. Felületére épített napelemek 1 W elektromos teljesítmény biztosítottak. Az orbitális egység pályája 91 perces, 51,64 fokos hajlásszögű, elliptikus pálya perigeuma 313 kilométer, az apogeuma 334 kilométer volt. Hasznos tömege 3 kilogramm.
Fedélzeti egységei:
1. hangátalakító,
2. átalakított hangtovábbító (beszédszintetizátor)
3. prototípus radar
4. a kommunikációt biztosító rúdantenna (hossza 0,267 méter) és egy huzal antenna (hossza 1,168 méter).

Feladatát befejezve 2007. május 6-án 147 nap (0,4 év) után belépett a légkörbe és megsemmisült.

#### ANDE–2
Építette a Navy Research Laboratory (NRL), működtette a Haditengerészeti Akadémia (USNA), Annapolis.
Megnevezései: ANDE–2, ANDE–2 (2006-055F), Atmosphere Neutral Density Experiment (ANDE–2), Atmosphere Neutral Density Experiment Fence Calibration (ANDE Fcal), NRL OSCAR (NO–62), Navy Research Laboratory Orbiting Satellite Carrying Amateur Radio (NRL OSCAR 62).
A technológiai műholdat 2006. december 21-én állították pályairányba. A miniműhold formája gömb, átmérője 0,440 méter. Energia forrását lítiumion-akkumulátorok biztosították. Felületén lézer reflektorok voltak, földről történő megvilágítás esetén a visszaverődő fényből számították a felső légréteg sűrűségét. Belsejében egy beszédszintetizátor, valamint adó/vevő berendezés is volt. Antennái segítségével képes volt a kommunikációra. Energia takarékosság miatt csak 2 percenként adott jeleket. Az ANDE–2 műholdpárt az STS–127 legénysége állította pályairányba. Az orbitális egység pályája 91,03 perces, 51,63 fokos hajlásszögű, elliptikus pálya perigeuma 313 kilométer, az apogeuma 337 kilométer volt. Hasznos tömege 62,7 kilogramm
Feladatát befejezve 2007. december 25-én 380 nap (1,04 év) után belépett a légkörbe és megsemmisült.

#### ANDE–1
Építette és működtette a Haditengerészeti Akadémia (USNA), Annapolis.
Megnevezései: ANDE–1, ANDE–1 (2006-055J), Atmosphere Neutral Density Experiment (ANDE–1), Atmosphere Neutral Density Experiment Mock ANDE Active (ANDE MAA), Navy OSCAR (NO–61), Orbiting Satellite Carrying Amateur Radio (NO–61). Kódszáma: 29667
A technológiai műholdat 2006. december 21-én állították pályairányba. A miniműhold formája gömb, átmérője 0,483 méter. Energia forrását 3 lítiumion-akkumulátorok biztosították. Felületén 6 lézer reflektor volt, földről történő megvilágítás esetén a visszaverődő fényből számították a felső légréteg sűrűségét. Belsejében egy beszédszintetizátor, valamint adó/vevő berendezés is volt. Két független vezetési és telemetriai rendszert alkalmaztak. Antennái segítségével képes volt a kommunikációra. Energia takarékosság miatt csak 15 percenként adott 1 perces jeleket. Az orbitális egység pályája 91,02 perces, 51,64 fokos hajlásszögű, elliptikus pálya perigeuma 313 kilométer, az apogeuma 336 kilométer volt. Hasznos tömege 52 kilogramm
Feladatát befejezve 2007. május 25-én 198.6 nap (0,54 év) után belépett a légkörbe és megsemmisült.

## Tizenkettedik nap
2006. december 22-én a Kennedy Űrközponton (KSC), kiinduló bázisán szállt le. Összesen 12 napot, 20 órát, 44 percet és 16 másodpercet töltött a világűrben. 8 500 000 kilométert (5 300 000 mérföldet) repült, 203 alkalommal kerülte meg a Földet.

## Személyzet
(zárójelben a repülések száma az STS–116 küldetéssel együtt)
- Mark Lewis Polansky (2), parancsnok
- William Oefelein (1), pilóta
- Robert Lee Curbeam (3), küldetésfelelős
- Joan Higginbotham (1), küldetésfelelős
- Nicholas Patrick (1), küldetésfelelős
- Christer Fuglesang (1), küldetésfelelős, (Svéd Űrügynökség (SNSB)
- Sunita Lyn Williams (1), fedélzeti mérnök

### Tartalék személyzet
Clayton Conrad Anderson küldetésfelelős/ISS parancsnok

### Visszatérő személyzet
- Mark Lewis Polansky (2), parancsnok
- William Oefelein (1), pilóta
- Robert Lee Curbeam (3), küldetésfelelős
- Joan Higginbotham (1), küldetésfelelős
- Nicholas Patrick (1), küldetésfelelős
- Arne Christer Fuglesang (1), küldetésfelelős (SNSB)
- Thomas Reiter (2), fedélzeti mérnök, Német Űrügynökség (DLR)

### Magyarul
- Kilövőálláson a Discovery – index.hu